# Proceso de Müller-Rochow
El Proceso de Müller-Rochow es un método de síntesis directa para la producción industrial de clorometilsilanos (MenClmSi4-m-n), que fue desarrollado en mayo de 1940 casi simultáneamente por el químico estadounidense Eugene G. Rochow (1909-2002) y el químico alemán Richard Müller (1903-1999). Los metilclorosilanos son intermedios en la producción de siliconas.  Para el mecanismo catalítico de la reacción, hay varias conjeturas, pero ninguna teoría generalmente aceptada.

## Condiciones de reacción

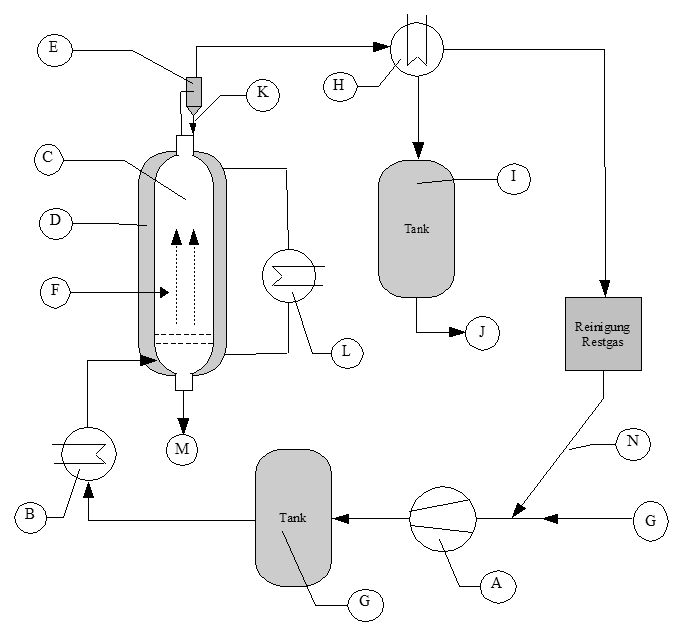
Esquema de la síntesis Müller-Rochow
A) Compresor
B) Evaporador
C) Reactor de lecho fluidizado
D) Camisa de refrigeración
E) Separador ciclónico
F) Silicio / cobre (catalizador)
G) Cloruro de metilo
H) Condensador
I) Silano crudo
J) A destilación
K) Silicio / cobre pulverizado
L) Intercambiador de calor
M) Residuos
N) Recirculación de cloruro de metilo

La reacción implica una reacción catalizada por cobre de halogenuros de alquilo con silicio metálico, que se lleva a cabo en un reactor de lecho fluidizado. Aunque teóricamente es posible con cualquier tipo de haluro de alquilo, los mejores resultados en términos de selectividad y rendimiento se producen con cloruro de metilo. Las condiciones típicas son 300 °C y 2-5 bar. Estas condiciones permiten la conversión de 90-98 % para el silicio y 30-90 % del cloruro de metilo. Aproximadamente 1,4 Mton de diclorodimetilsilano (Me2SiCl2) se produce anualmente utilizando este proceso.
{\displaystyle \mathrm {2\ CH_{3}Cl+Si\longrightarrow (CH_{3})_{2}SiCl_{2}} }
El silicio está presente en forma de polvo con un tamaño de grano entre 50 y 500 micras. El cobre sirve como catalizador, que es utilizado, por ejemplo, en la forma de óxido de cobre. También actúan como promotores zinc, estaño, fósforo y otros elementos. La reacción tiene lugar a 260-320 °C y 0,1-0,5 MPa.
En un reactor de lecho fluidizado, la mezcla de polvo fluye desde la parte inferior con cloruro de metilo. Este tipo de reactor tiene la ventaja de que el calor liberado por la reacción exotérmica se puede disipar fácilmente. Después del reactor, los metilclorosilanos formados pueden separarse del cloruro de metilo no consumido en un condensador.
La mezcla de silanos, que contiene como producto principal el diclorodimetilsilano (en concentraciones de 70-90 %), contiene triclorometilsilano, clorotrimetilsilano, tetraclorodimetildisilano y otros silanos. Estos deben separarse por rectificación.

## Tratamiento posterior de los silanos
La hidrólisis de los clorometilsilanos forma silanoles, que condensan en cadenas cortas y ciclos. Por otra parte, se libera cloruro de hidrógeno que se puede utilizar entre otras cosas, para la síntesis de nuevo cloruro de metilo. Mediante polimerización se pueden preparar diversos compuestos de silicona.
Hidrólisis:
{\displaystyle \mathrm {(CH_{3})_{2}SiCl_{2}+2\ H_{2}O\longrightarrow (CH_{3})_{2}Si(OH)_{2}+2\ HCl} }
Condensación:
{\displaystyle \mathrm {n\ (CH_{3})_{2}Si(OH)_{2}\longrightarrow [-O{-}Si(CH_{3})_{2}-]_{n}+n\ H_{2}O} }